# Ивановское (район Москвы)
Ива́новское — район Восточного административного округа города Москвы, а также одноимённое внутригородское муниципальное образование (муниципальный округ). На севере граничит с Восточным Измайловом, на востоке — с Реутовом, на юге — с Вешняками и Новогиреево, на юго-западе — с Перовом, на западе — с Измайловом. Делится на 72, 73, 74 и 75-й кварталы, а также на 90, 90 «В», 91 кварталы Южного Измайлова.
По данным Мосгорстата, площадь района — 1019 Га, жилищный фонд района — 2075 тыс. м². Население — 125 062 чел. (2024).

## Основные улицы района
- шоссе Энтузиастов,
- Зелёный проспект,
- Свободный проспект,
- Федеративный проспект,
- улица Магнитогорская,
- улица Молостовых,
- улица Прокатная,
- улица Саянская,
- улица Сталеваров,
- улица Челябинская,
- улица Чечулина,
- Большой Купавенский проезд,
- Малый Купавенский проезд,
- Напольный проезд,
- Сапёрный проезд.

## История
Своими корнями история района уходит в глубину XVI века, к временам Ивана Грозного. На месте, где вырос современный район, располагалось село Ивановское, первое упоминание о котором в письменных источниках относится к 1576 году. По одной из версий, название происходит от имени Ивана Реута. В года Смутного времени (начало XVII века) оно было разрушено, но опять возродилось в 1660-е годы, войдя в состав знаменитой Измайловской Государевой вотчины, которой владели цари династии Романовых. Стараниями Алексея Михайловича территории вотчины были превращены в земледельческую академию современного образца. Здесь располагались опытные поля, аптекарские огороды, удивительные плодовые сады, теплицы с южными растениями, тутовый сад. Было выкопано 40 прудов для хозяйственных нужд и разведения рыбы.

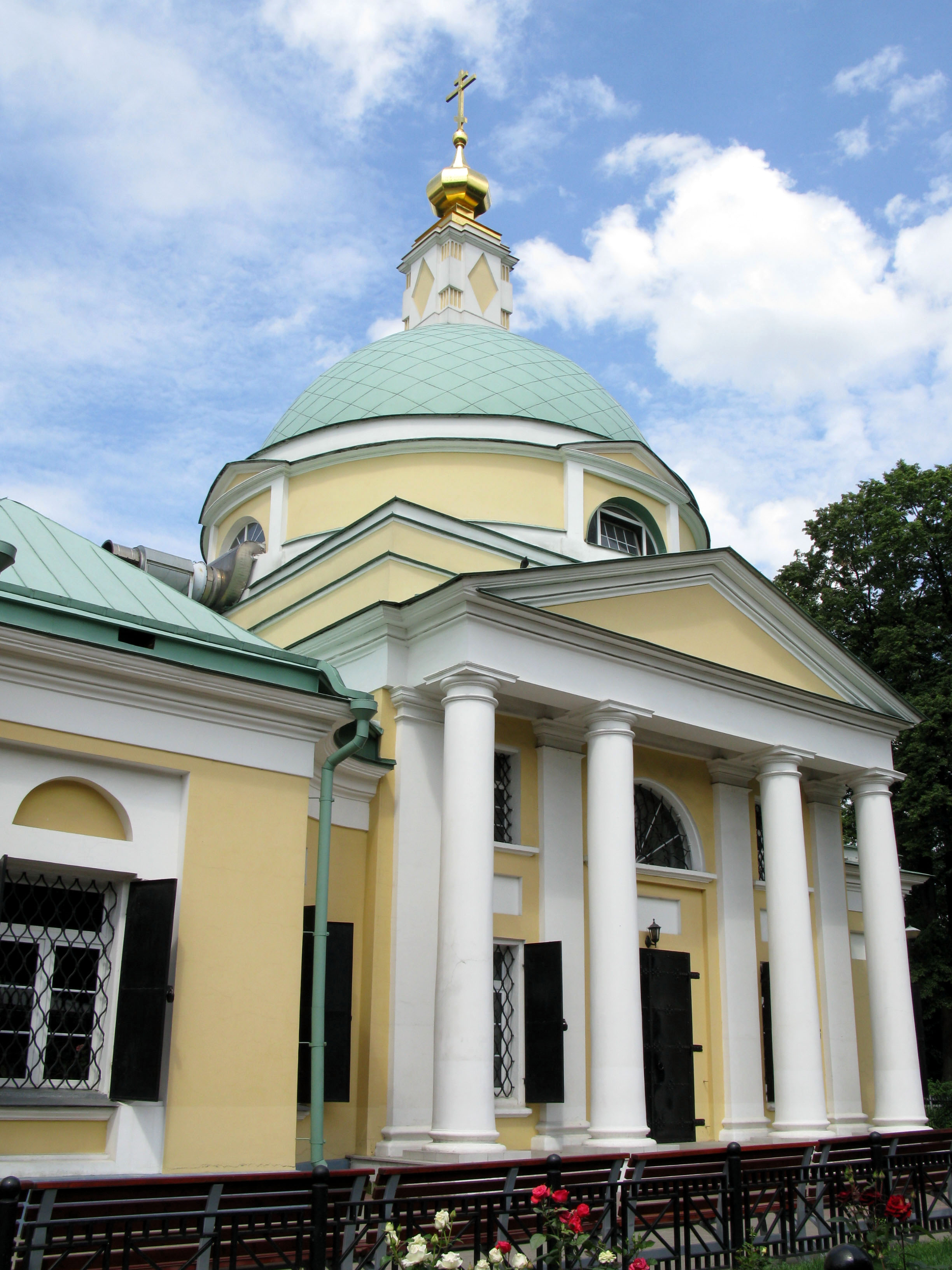
Храм в Ивановском

В конце XVIII века в Ивановском стали возводить каменную церковь Рождества Иоанна Предтечи. Её освятили в 1801 году. Памятник выдержан в стиле классицизма и имеет приделы Василия Великого и Георгия Победоносца, он сохранился поныне и стоит почти у самой Старой Владимирской дороги. В XIX веке к храму была приписана Спасская церковь соседнего села Гиреева, главный престол которой впоследствии был перенесён в Ивановское и сделан приставным. К северу от церкви Рождества Иоанна Предтечи на картах XIX века обозначена часовня, а неподалёку от церкви — по рассказам старожилов — находился святой колодец.
В сентябре 1812, во время Отечественной войны, Ивановское оказалось в зоне боевых действий. В письме от 17 сентября 1812 года генерал-лейтенант Голицын писал фельдмаршалу Кутузову: «Адъютант мой, узнав от мужика, что в 11 верстах от Москвы в селе Ивановском французы грабят, дал знать казакам, кои дождавшись ночи, на них напали и всех захватили в плен, из которых двух ранили. С нашей стороны никакой потери не было. Пленных 11 человек: 7 пруссаков, 3 поляка, 1 француз; при конвое препровождены во Владимир к гражданскому губернатору».
Ещё в первой половине XIX века Владимирский тракт проходил через Ивановское, но около 1850 г., судя по картам, изгиб дороги был спрямлён и село оказалось в стороне от неё. Тогда же на восточном берегу нижнего пруда впервые отмечена часовня.
В XIX — начале XX века Ивановское входило в состав Пехорской волости Московского уезда. Население села занималось выращиванием картофеля, овса и ржи. С течением времени на территории Ивановского возникают промышленные предприятия: бумагопрядильное предприятие С. А. Мазурина, шёлковые фабрики Д. А. Денисова и П. А. Дурнеевой, ткацкое заведение Г. Миллер, стеариновый завод Г. Гирш; население села всё более становилось фабричным.
По переписи 1926 года, население села Ивановское составляло 1275 чел., существовал Ивановский сельсовет. В период коллективизации здесь был создан колхоз «Вперёд», часть жителей сёл работала на фабриках в близлежащих населённых пунктах Реутово и Перово. Во время Великой Отечественной войны близ села дислоцировались подразделения противовоздушной обороны, защищавшие Москву от налётов немецко-фашистской авиации.

###### В составе Москвы
18 августа 1960 года Указом Президиума Верховного Совета РСФСР была установлена новая граница Москвы, ею стала строившаяся тогда Московская кольцевая автомобильная дорога (МКАД). При этом восточная часть села Ивановское осталась в составе Московской области, будучи ранее включённой в состав города Реутова (до 1960 года все село было включено в состав последнего), а западная (бо́льшая) часть вошла в состав Москвы (те дома, которые располагались на пути прокладываемой автомагистрали, были снесены). В 1972—1973 гг. на территории бывшего села было развёрнуто массовое жилищное строительство.
Территория современного района к северу от шоссе Энтузиастов вошла в Сталинский район Москвы (3 ноября 1961 года переименован в Первомайский); к югу — в Калининский район, а с 1969 года — в Перовский район.

###### Создание района
В ходе административной реформы 1991 года Москва была разделена на муниципальные округа, входящие в состав административных округов. 12 сентября 1991 года был создан муниципальный округ Ивановское, вошедшие в состав Восточного административного округа. Но уже 16 декабря 1991 года «с учётом территориальной обособленности» из его состава был выделен муниципальный округ Южное Измайлово. Однако 22 декабря 1994 года он был упразднён и территория вновь включена в муниципальный округ Ивановское, в 1995 году получивший статус района Москвы.

## Население
| 2002     | 2010     | 2011     | 2012     | 2013     | 2014     | 2015     |
| -------- | -------- | -------- | -------- | -------- | -------- | -------- |
| 127 905  | ↘122 866 | ↗124 428 | ↗125 732 | ↗125 976 | ↗126 718 | ↗126 794 |
| 2016     | 2017     | 2018     | 2019     | 2020     | 2021     | 2023     |
| ↗127 294 | ↗127 379 | ↗127 565 | ↗128 267 | ↗128 514 | ↘126 198 | ↘125 042 |
| 2024     |          |          |          |          |          |          |
| ↗125 062 |          |          |          |          |          |          |

### Национальный состав
По итогам переписи населения 2020 года проживали следующие национальности (национальности менее 0,1 % и другое, см. в сноске к строке «Другие»):
| Национальность | Численность, чел. | Доля     |
| -------------- | ----------------- | -------- |
| Русские        | 83 331            | 66,03 %  |
| Узбеки         | 698               | 0,55 %   |
| Татары         | 648               | 0,51 %   |
| Армяне         | 604               | 0,48 %   |
| Украинцы       | 337               | 0,27 %   |
| Таджики        | 272               | 0,22 %   |
| Азербайджанцы  | 203               | 0,16 %   |
| Евреи          | 191               | 0,15 %   |
| Киргизы        | 167               | 0,13 %   |
| Грузины        | 130               | 0,10 %   |
| Другие         | 39 617            | 31,40 %  |
| Итого          | 126 198           | 100,00 % |

## Инфраструктура
На территории района расположено 13 общеобразовательных школ и 24 детских сада.

## Парки и скверы

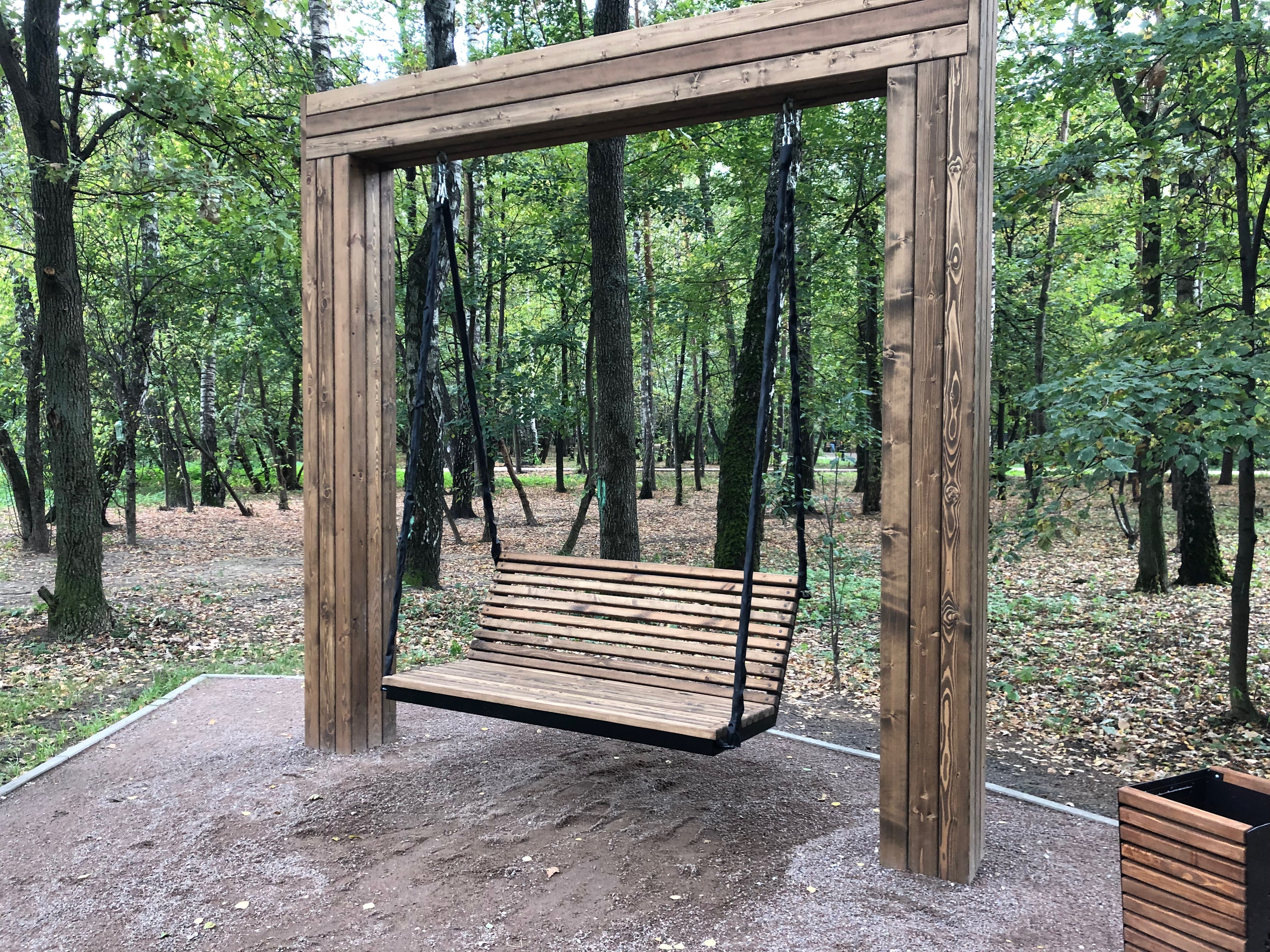
Качели в Ивановском лесопарке

Скульптура авторства Салавата Щербакова в Терлецком лесопарке

На территории Ивановского находятся Измайловский лесопарк, Терлецкий лесопарк (включая историческую часть, которая является памятником садово-паркового искусства XVIII века) и Ивановский лесопарк, а также зоны отдыха у Лебедянских прудов и рядом с прудом на улице Сталеваров.
Измайловский лесопарк (1608 Га) — природно-исторический парк, один из крупнейших городских парков в Европе. С 1998 года является особо охраняемой природной территорией. Основная часть зеленого массива находится в районе Измайлово, с Ивановским граничит на северо-западе. Измайловский и Терлецкий лесопарки разделяет шоссе Энтузиастов.
Терлецкий лесопарк — лесной массив площадью 141 Га. В 1972 году был выделен из Измайловского лесопарка, южной частью которого являлся прежде. Получил название в честь владельцев поместья — представителей купеческой знати и предпринимателей, семьи Торлецких. В Терлецком лесопарке сохранился фрагмент Владимирского тракта — одной из ключевых столичных дорог, связывающей Москву с Владимиром и городами за Уралом. C 1920-х годов здесь находилась школа собаководства, где были выведены несколько пород служебных собак — московская сторожевая, черный русский терьер и др. Территория Терлецкого лесопарка разделена между ГПБУ «Мосприрода» и ГАУК г. Москвы ПКиО «Перовский». В память об этих исторических моментах в зоне отдыха «Терлецкая дубрава», подведомственной Перовскому парку, установлены две скульптуры работы Салавата Щербакова — ямщик и военный инструктор с собакой. На территории лесопарка сохранился каскад из пяти прудов (предположительно, были образованы в конце XVIII-начале XX века). На юго-востоке лесопарка располагается реликтовая дубрава: возраст отдельных деревьев достигает 200 лет. Значение Терлецкого лесопарка для района подтверждает тот факт, что на гербе Ивановского изображены две дубовые ветви, символизирующие уникальную дубраву. Название «Терлецкая дубрава» также относится к зоне отдыха вокруг прудов (10,9 Га): в 2017—2018 году там были обустроены зона отдыха у воды без купания, открыта лодочная станция с прокатом оборудования, отремонтированы детские и спортивные площадки, места для спокойного отдыха. Благоустройство в лесопарке проводилось по программе создания комфортной городской среды «Мой район».
Ивановский лесопарк (9,9 Га) — зелёный массив напротив Терлецкого лесопарка (их разделяет Свободный проспект). Также имеет название народный парк «Ивановский». До 2012 года представлял собой заброшенный городской парк. После реконструкции стал одним из любимых мест отдыха жителей района Ивановское. В 2019 году был комплексно благоустроен по программе «Мой район». Отличительными особенностями парка стали большие садовые качели и деревянные прогулочные дорожки в виде настила, приподнятого над уровнем земли. Сейчас в парке есть три детские площадки для разных возрастов, спортивная зона, площадка для выгула собак. Ивановский лесопарк открыт для посещения круглосуточно. Входные арки «Лесопарк Ивановский» располагаются напротив дома №2с1 по Свободному проспекту.
Зона отдыха у Лебедянского пруда находится в восточной части Измайловского лесопарка. Лебедянский пруд (ранее назывался Лебединый) занимает территорию около 11,5 гектаров, своей формой повторяет плавный поворот реки Серебрянка. Входит в каскад из 13 прудов, соединенных протоками. Лебедянский пруд редко используется для купания — обустроенных пляжных зон нет. Береговая линия травянистая. В пруду водится карась, и летом место популярно у рыбаков. В 2020—2021 году Лебедянский пруд прошёл экологическую «реабилитацию», а прилегающая к нему территория — благоустройство.
Зона отдыха у Новогиреевского пруда располагается напротив дома №16 по улице Сталеваров. Пруд небольшой: площадь составляет около 3 Га. Берега выложены бетонными плитами. Активно используется для ловли рыбы. В 2019 году был полностью очищен, территория вокруг приведена в порядок (береговую линию отсыпали, установили заграждение, проложили прогулочные дорожки).

## Транспорт
На территории района Ивановское нет ни одной станции метрополитена. Ближайшими станциями метро, расположенными в соседних районах, являются «Первомайская» и «Измайловская» в районе Измайлово и «Новогиреево» в районе Новогиреево.